# Графове на Шауенбург и Холщайн
Графовете на Шауенбург и Холщайн (на немски: Grafen von Schauenburg und Holstein) са благороднически род, произлизащ от замък Шауенбург на Везер.
Освен Графство Шаумбург с резиденции Бюкебург и Щадтхаген фамилията получава също графствата Холщайн и Щормарн. В тяхно владение от около 1480 година влиза Шаумбург.
През 1110 година херцог Лотар от Суплинбург номинира своя подчинен Адолф фон Шауенбург за наследник на граф Готфрид фон Хамбург, който паднал убит в боеве против славяните. Така започва в Графство Холщайн времето на управлението на Шауенбургите за следващите почти 350 години. През 1130 г. умира Адолф I и е последван от неговия син Адолф II, който през 1164 г. пада убит в битката при Демин в Горна Померания против славяните.
От 1261 г. фамилията се разделя на няколко линии. Така съществуват едновременно няколко владетели в Холщайн:
- Холщайн-Итцехое (1261 – 1290)
- Холщайн-Кил (1261 – 1321, наследен от Пльон – 1390, отново разделен: граф Албрехт II 1397 – 1403)
- Холщайн-Зегеберг (1273 – 1308/1315)
- Холщайн-Пльон (1290 – 1390)
- Холщайн-Пинеберг или Холщайн-Шауенбург (1290 – 1640)
- Холщайн-Рендсбург (1290 – 1459)

Подялбата свършва през 1390 г.; Линията Рендсбург притежава най-голямата част на Холщайн. Само малкото графство Холщайн-Пинеберг съществува едновременно. Линията Рендсбург получава от 1326 г. датското Херцогство Южен Ютланд или Шлезвиг.
Понеже Адолф VIII умира без наследници, холщайнските благородници избират през 1460 г. неговия племенник Христиан I, който е от 1448 г. управляващ крал на Дания, за новия херцог на Шлезвиг и граф на Холщайн и Щормарн. Така фамилията Дом Олденбург като наследник на Шауенбургите идва на власт в Шлезвиг и Холщайн и управлява там до 1864 г.
Линията Пинеберг управлява още до 1640 г. в малкото графство Холщайн-Пинеберг, в племенната земя Шаумбург и от 1476 г. също в Господство Гемен.